# Assemblée générale de l'Union astronomique internationale de 2022
31e assemblée générale de l'Union astronomique internationale
La 31e assemblée générale de l'Union astronomique internationale se tient du 1er au 11 août 2022 à Pusan, au sud-est de la Corée du Sud.

## Organisation
Pusan, au sud-est de la Corée du Sud, a été sélectionnée lors de l'assemblée générale de 2015 pour organiser l'assemblée générale de 2021. Concrètement, c'est la Société astronomique de Corée qui organise l'événement.
L'assemblée générale devait initialement se tenir du 16 au 27 août 2021. Cependant, en raison de la pandémie de Covid-19, il est décidé en décembre 2020 de reporter l'assemblée générale à août 2022. L'assemblée générale est prévue du 2 au 11 août 2022.

## Nouveau bureau exécutif (2021)
Tous les trois ans, le nouveau comité exécutif de l'Union astronomique internationale prend normalement ses fonctions à l'issue de l'assemblée générale. Cependant, en raison du report de cette dernière de 2021 à 2022, l'élection s'est tenue en 2021 à distance.